# Parepicedia
Parepicedia is een kevergeslacht uit de familie van de boktorren (Cerambycidae). De wetenschappelijke naam van het geslacht werd voor het eerst geldig gepubliceerd in 1943 door Breuning.

## Soorten
Parepicedia is monotypisch en omvat slechts de volgende soort:
- Parepicedia fimbriata (Chevrolat, 1856)